# Фазы Луны

Анимация Луны по мере её прохождения через фазы. Вид с Северного полушария Земли (север вверху). Октябрь 2007 года. Очевидное колебание Луны называется либрацией. Постепенное изменение углового размера обусловлено эксцентриситетом лунной орбиты

Анимация Луны по мере её прохождения через фазы. Вид с Южного полушария Земли (север внизу). Октябрь 2007 года

Фа́зы Луны́ — периодическое изменение вида освещённой Солнцем части Луны на земном небе. Фазы Луны постепенно и циклически меняются в течение периода синодического месяца (около 29,5306 средних солнечных суток), как и орбитальное положение Луны при движении вокруг Земли и при движении Земли вокруг Солнца.
Вращение Луны захвачено приливными силами Земли, поэтому бо́льшая часть одной и той же стороны Луны всегда обращена к Земле. Эта видимая сторона освещается Солнцем по-разному, в зависимости от положения Луны на орбите. Таким образом, освещённость этой лицевой стороны может варьироваться от 0 % (при новолунии) до 100 % (при полнолунии). Лунный терминатор — граница между освещённым и затенённым полушариями.
Каждая из четырёх «промежуточных» фаз Луны длится около 7,4 суток, но их продолжительность слегка колеблется из-за эллиптической формы орбиты Луны. Кроме некоторых кратеров у лунных полюсов, наподобие Шумейкера, все части Луны получают около 14,77 земных суток дневного света, а затем 14,77 суток «ночи». Обратную от Земли сторону Луны иногда называют «тёмной стороной Луны»[прояснить], пусть это и неверное название, но означает оно скорее «неизведанная», «невидимая», а не «неосвещённая».

## Основные фазы

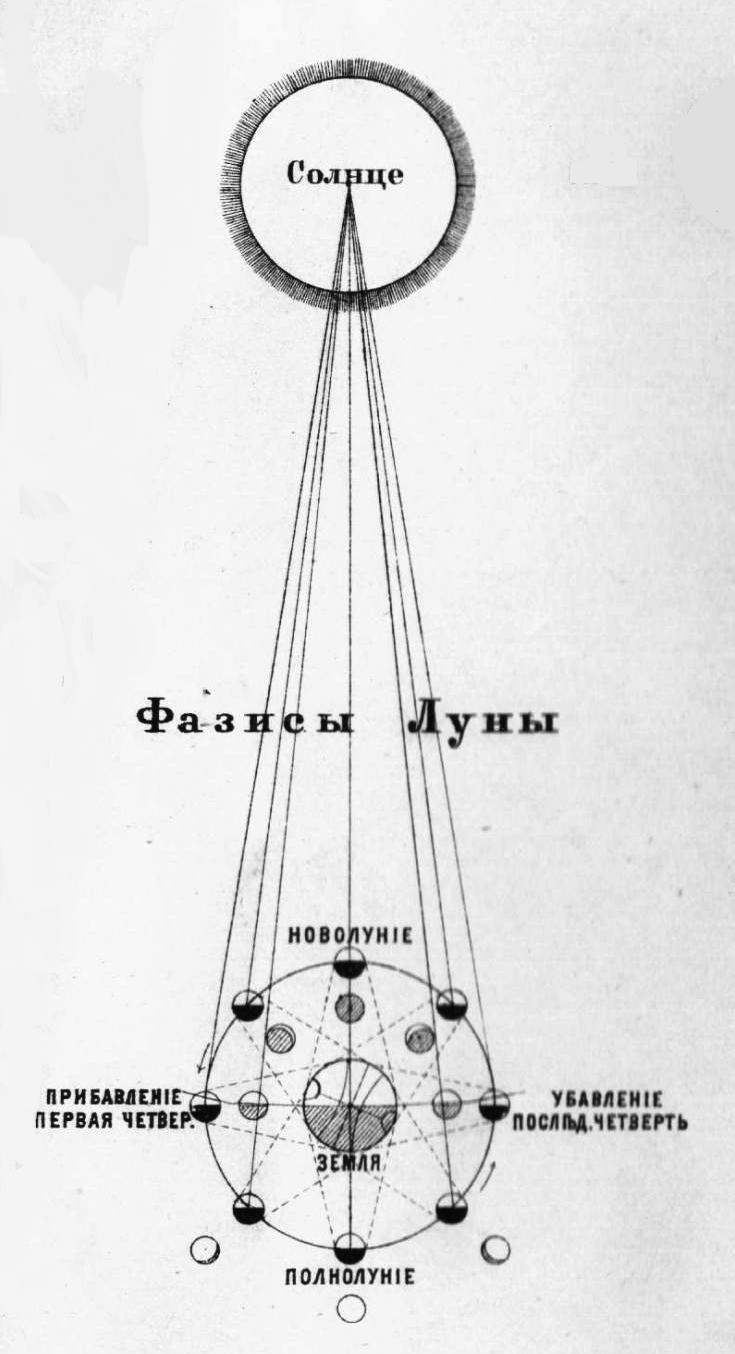
Фазы луны. Схема из Учебного географического атласа для гимназий (1898)

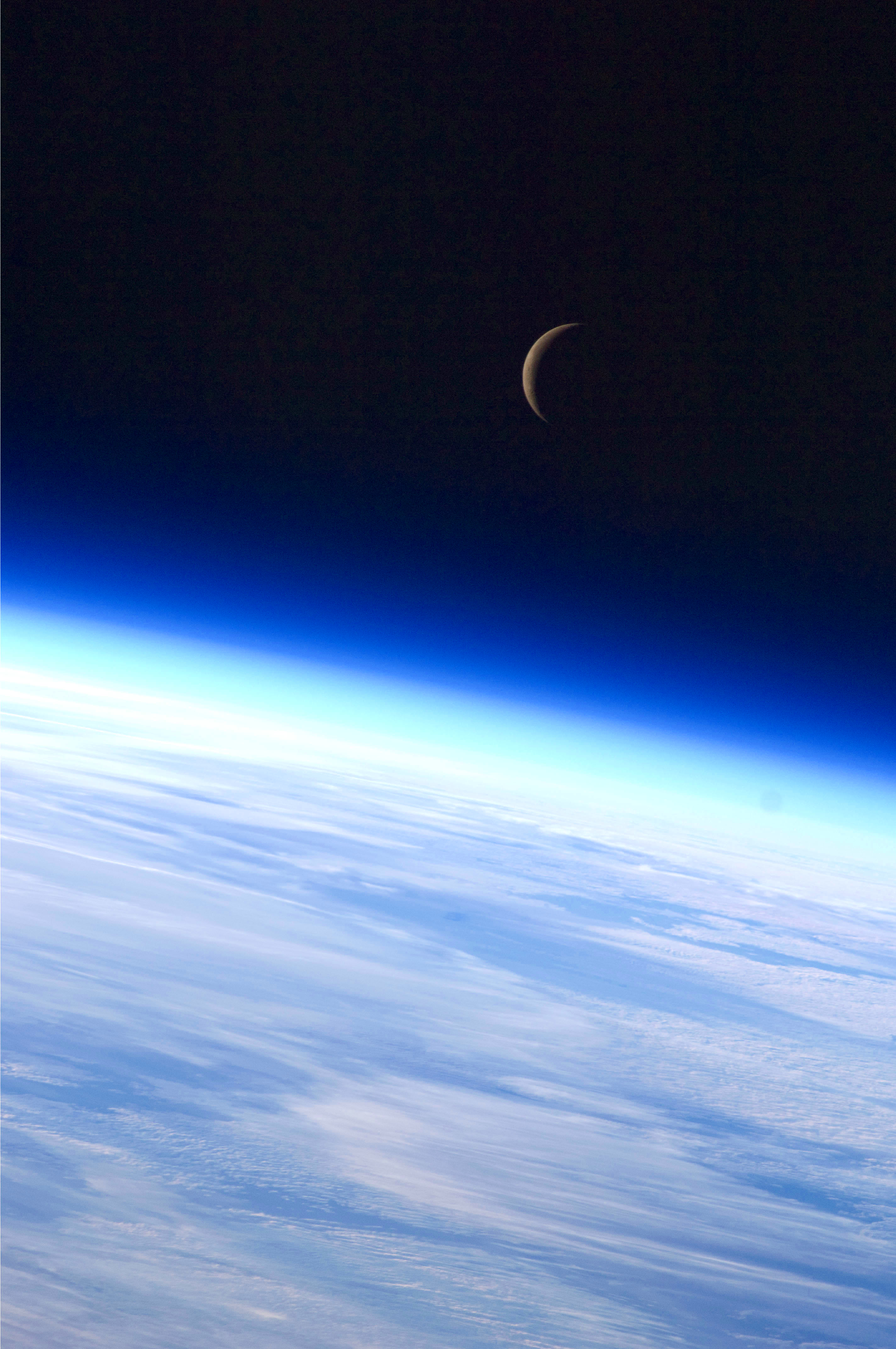
Полумесяц над земным горизонтом, запечатлённый на фотографии в 2010 году членом экипажа МКС-24

В западной культуре четырьмя основными фазами Луны являются новолуние, первая четверть, полнолуние и третья четверть, также называемая «последней». В данных фазах долго́ты эклиптик Луны и Солнца различаются соответственно на 0°, 90°, 180° и 270°. Каждая из этих фаз происходит в несколько разное время при наблюдении из разных точек Земли. Во время промежутков между основными фазами освещённая часть Луны предстаёт в форме либо «серпа», либо «горба». Эти формы и периоды называются «промежуточными фазами» и длятся четверть синодического месяца, или, в среднем 7,38 земных суток. Впрочем, их длительность несколько колеблется, так как орбита Луны довольно эллиптична, вследствие чего орбитальная скорость спутника не постоянна. Описательное определение «растущая» используется для промежуточной фазы, во время которой видимая форма Луны увеличивается от новолуния до полнолуния, а «убывающая», наоборот, — для периода, когда её форма истончается.
В незападных культурах может использоваться другое количество лунных фаз, например в традиционной гавайской культуре насчитывается в общей сложности 30 фаз (по одной на день).

### Растущая и убывающая луна
Когда Солнце и Луна располагаются на одной и той же стороне Земли, Луна находится в фазе новолуния, а её обращённая к Земле сторона не освещена Солнцем. По мере того как Луна «растёт» (доля освещённой поверхности, видимой с Земли, увеличивается), она проходит через фазы новолуния, молодой луны, первой четверти, прибывающей луны и полнолуния. Затем, когда Луна «убывает», она проходит через фазы убывающей луны, последней четверти, старой луны и возвращается к фазе новолуния. Понятия «старая луна» и «новолуние» не взаимозаменяемы. «Старая луна» — это убывающий полумесяц (в конечном итоге становящийся не видимым невооружённым глазом) до времени, когда Луна выравнивается с Солнцем и начинает расти, и тогда же снова становится новой. Термин «полулуние» изредка используется для обозначения первой и последней четвертей, тогда как «четверть» относится к степени круговорота Луны вокруг Земли, а не к её форме.
Если освещённое полушарие наблюдать под определённым углом, видимая часть освещённой области будет иметь двумерную форму как определённое пересечение эллипса и круга (где большая полуось эллипса совпадает с диаметром окружности). Если полуэллипс выгнут относительно полукруга, месяц будет иметь форму горба, если же полуэллипс вогнут относительно полукруга, то месяц будет в форме серпа. Когда возникает полумесяц, феномен пепельного света может быть очевиден, когда ночная сторона Луны смутно отражает отражённый от Земли косвенный солнечный свет.
В русской фольклорной традиции сохранились архаичные названия отдельных временных промежутков между фазами (связанные с качеством самого месяца): «нов»/«млад»/«молод» — для молодого «серпа» (обстоятельство времени «на нове/молоде месяце» обозначает первые несколько дней после новолуния); «ветх» — для старого «серпа» (обстоятельство времени «на ветхе месяце»/«на ветху месяцу» обозначает несколько дней перед новолунием); «перекрой» и «перекройные дни» — для «горба» в первые несколько дней после полнолуния (обстоятельство времени «на перекрое»). В то же время встречается использование понятия «перекрой» в расширенном смысле — как всякое изменение фазы Луны. Временной промежуток около самого полнолуния описывается архаичным обстоятельством времени «в месяце полне».

## Изменения видимой формы Луны
Поскольку Луна — сферическое тело, при её освещении сбоку возникает «серп». Освещённая сторона поверхности Луны всегда указывает в сторону Солнца, даже если оно скрыто за горизонтом.
Продолжительность полной смены фаз Луны (так называемый синодический месяц) непостоянна из-за эллиптичности лунной орбиты и варьируется от 29,27 до 29,83 земных солнечных суток. Средний синодический месяц составляет 29,5305882 суток (29 суток 12 часов 44 минуты 2,82 секунды).
В фазах Луны, близких к новолунию (в начале первой и в конце последней четверти), при очень узком серпе, неосвещённая часть образует пепельный свет Луны — видимое свечение не освещённой прямым солнечным светом поверхности характерного пепельного цвета.
Система Земля — Луна — Солнце

Луна по своему пути вокруг Земли освещается Солнцем, она сама не светится; 1 — новолуние, 2 — молодая луна, 3 — первая четверть, 4 — прибывающая луна, 5 — полнолуние, 6 — убывающая луна, 7 — последняя четверть, 8 — старая луна.
Последовательное изменение видимой луны на небе при наблюдении с Северного полушария Земли:

Последовательное изменение видимой луны на небе при наблюдении с Южного полушария Земли:

Последовательное изменение видимой луны на небе при наблюдении на экваторе при её восходе:

Луна проходит следующие фазы освещения:
1. Новолуние — Луна не видна на небе.
2. Молодая Луна (Растущий месяц) — первое появление Луны на небе после новолуния, узкий серп.
3. Первая четверть — освещена половина Луны.
4. Растущая Луна — освещена большая часть Луны.
5. Полнолуние — освещена вся Луна целиком.
6. Убывающая Луна — освещена большая часть Луны, но с другой стороны.
7. Последняя четверть — освещена другая половина Луны.
8. Старая Луна (Убывающий месяц) — освещён узкий серп Луны с другой стороны, предшествует Новолунию.

Обычно на каждый календарный месяц выпадает по одному полнолунию, но так как фазы Луны сменяются немного чаще, чем 12 раз в году, иногда случаются и вторые полнолуния за месяц, называемые «голубой луной».
| Название                        | Северное полушарие  | Северное полушарие | Экватор | Южное полушарие | Южное полушарие     |
| Название                        | Верхняя кульминация | Восход             | Восход  | Восход          | Верхняя кульминация |
| ------------------------------- | ------------------- | ------------------ | ------- | --------------- | ------------------- |
| Новолуние (номер 1 на картинке) |                     |                    |         |                 |                     |
| Молодая Луна (2)                |                     |                    |         |                 |                     |
| Первая четверть (3)             |                     |                    |         |                 |                     |
| Растущая Луна (4)               |                     |                    |         |                 |                     |
| Полнолуние (5)                  |                     |                    |         |                 |                     |
| Убывающая Луна (6)              |                     |                    |         |                 |                     |
| Последняя четверть (7)          |                     |                    |         |                 |                     |
| Старая Луна (8)                 |                     |                    |         |                 |                     |

### Время восхода и захода Луны в разных фазах
| Фаза               | Среднее время восхода | Кульминация (наивысшая точка в небе) | Среднее время захода | Лучшая видимость                                                          | Фотография (вид с Северного полушария) |
| ------------------ | --------------------- | ------------------------------------ | -------------------- | ------------------------------------------------------------------------- | -------------------------------------- |
| Новолуние          | 6:00                  | 12:00                                | 18:00                | Невозможно увидеть за исключением полных или частичных солнечных затмений |                                        |
| Молодая Луна       | 9:00                  | 15:00                                | 21:00                | Во время заката                                                           |                                        |
| Первая четверть    | 12:00                 | 18:00                                | 0:00                 | После полудня и ранней ночью                                              |                                        |
| Растущая Луна      | 15:00                 | 21:00                                | 3:00                 | После полудня и бо́льшую часть ночи                                        |                                        |
| Полнолуние         | 18:00                 | 0:00                                 | 6:00                 | Всю ночь                                                                  |                                        |
| Убывающая Луна     | 21:00                 | 3:00                                 | 9:00                 | После заката и ранним утром                                               |                                        |
| Последняя четверть | 0:00                  | 6:00                                 | 12:00                | Поздней ночью и утром                                                     |                                        |
| Старая Луна        | 3:00                  | 9:00                                 | 15:00                | Перед рассветом и до полудня                                              |                                        |

В Северном полушарии, если левая (восточная) сторона Луны тёмная, то яркая часть утолщается и Луна описывается как растущая (переходит к фазе полнолуния). Если правая (западная) сторона Луны тёмная, то яркая часть утончается, и Луна описывается как убывающая (полнолуние прошло и переходит к фазе новолуния). Предполагая, что наблюдатель находится в Северном полушарии, правая сторона Луны — это та часть, которая всегда растёт (то есть, если правая сторона — тёмная, Луна становится темнее; если правая сторона освещена, Луна становится ярче).
В Южном полушарии Луна наблюдается с перевёрнутой перспективы, или повёрнутой на 180°, по отношению к Северному и ко всем изображениям в этой статье, так что противоположные стороны оказываются видны как растущие или убывающие.
Ближе к экватору лунный терминатор будет казаться горизонтальным утром и вечером. Поскольку приведённые выше описания лунных фаз применимы только в средних или высоких широтах, наблюдатели, движущиеся в сторону тропиков с северных или южных широт, увидят, что Луна вращается против часовой стрелки или по часовой стрелке по отношению к изображениям в этой статье.
Орбита Луны лежит почти в плоскости эклиптики (с наклоном 5,1°), поэтому суточная траектория движения Луны по небу подобна солнечной. Соответственно суточной траектории Луны видимый наклон «рогов» фазы различен на восходе и закате Луны, а также в разное время года.

Суточная траектория Солнца (плоскости эклиптики, вблизи которой движется и Луна) в течение года относительно горизонта
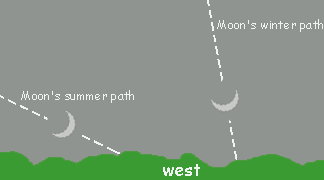
Летняя и зимняя траектории Луны (англ. wet moon) и наклон «рогов» фазы относительно горизонта

## Мнемоническое правилоопределения фаз Луны
Чтобы отличить первую четверть от последней, наблюдатель, находящийся в Северном полушарии, может использовать следующие мнемонические правила. Если лунный серп 🌘 в небе похож на букву «с (латинское d с мысленно приставленной вертикальной палочкой)», то луна — «стареющая», или «сходящая», то есть это последняя четверть (фр. dernier). Если же он повёрнут в обратную сторону 🌒, то, мысленно приставив к нему палочку, можно получить букву «р (p)» — значит, луна «растущая», то есть это первая четверть (фр. premier).

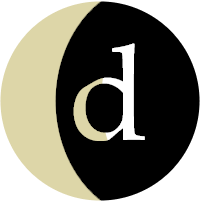
d
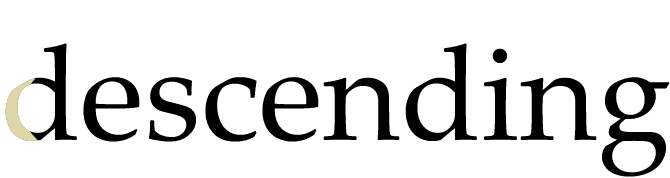
англ. descending
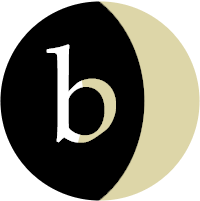
b
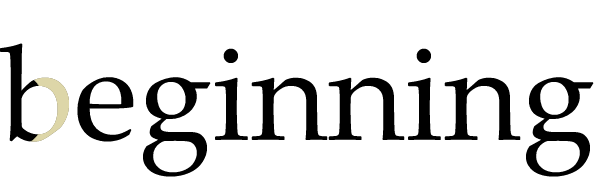
англ. beginning

Растущий месяц обычно наблюдается вечером, а стареющий — утром.
Следует заметить, что вблизи экватора месяц всегда виден в положении «лёжа на боку», и данный способ не подходит для определения фазы. В Южном полушарии ориентация серпа в соответствующих фазах противоположная: растущий месяц (от новолуния до полнолуния) похож на букву «С» (итал. Crescendo, < 🌘), а убывающий (от полнолуния до новолуния) похож на букву «D» без палочки (итал. Diminuendo, > 🌒).

## Влияние на человека
В декабре 2009 года ряд СМИ сообщили, что группа аналитиков инвестиционного банка Macquarie Securities (Австралия) на основе собственного исследования пришла к выводу о влиянии лунных фаз на динамику индексов мировых финансовых рынков.
Анализ дневников пациентов, страдающих биполярным аффективным расстройством, показал, что течение их недуга может зависеть от фаз Луны.
Во времена Галена бытовало мнение, что фазы Луны связаны с приступами эпилепсии.

## Фазы луны в Юникоде

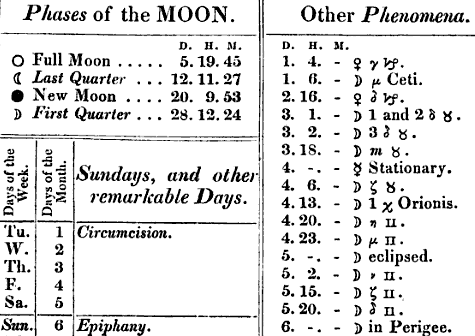
Страница из Nautical Almanac (морского альманаха) 1833 года с символами фаз Луны и планет

В Юникоде 1.0 (1991 год) в блоке Miscellaneous Dingbats был выделенный диапазон U+263D — U+2644 Moon phases and planets, в который вошли символы U+263D ☽ First Quarter Moon и U+263E ☾ Last Quarter Moon. Эти символы часто встречались в книгах. Для других фаз стандарт предлагал использовать символы круглых форм (U+25CB — U+25D1 ● ◐ ○ ◑) из блока Geometric Shapes. В Юникоде 3.0 (2000 год) блок планет стал называться Astrological symbols.
В Юникоде 6.0 (2010 год) в блок Miscellaneous Symbols and Pictographs были добавлены символы U+1F311 — U+1F31E и в 2015 году они появились в наборе Эмодзи 1.0. Символы U+1F311 — U+1F318 представляют собой систематизированный набор, специально введённый для часто используемых в таблицах, альманахах и других документах 8 фаз. Для Южного полушария нет отдельных символов, поэтому символы растущей и убывающей Луны интерпретируются в обратном порядке (например, первая четверть U+1F312 🌒 там обычно воспринимается и используется как последняя четверть). При использовании этих символов стандарт 14.0 предлагает ориентацию по их графическим формам и не рекомендует подразумевать значения символов исходя только из названий, данных символам в списке стандарта.
Используются символы от U+1F311 до U+1F318:
🌒 🌓 🌔 🌕 🌖 🌗 🌘 🌑
Символы U+1F311 — U+1F31E с модификаторами: базовый вариант 🌑 🌒 🌓 🌔 🌕 🌖 🌗 🌘; текстовый вариант (+vs15) 🌑︎ 🌒︎ 🌓︎ 🌔︎ 🌕︎ ︎ 🌖︎ 🌗︎ 🌘︎; эмодзи-вариант (+vs16) 🌑️ 🌒️ 🌓️ 🌔️ 🌕️ 🌖️ 🌗️ 🌘️. Другие добавленные символы U+1F319 — U+1F31E (🌙 🌚 🌛 🌜 🌝) — это шутливые символы для фаз, показывающие лица, которые не обязательно указывают на конкретную фазу и, подобно эмотиконам, используются в мессенджерах и веб-сервисах.